# Cal Magre (Bertí)
Cal Magre és una masia del segle xvi o XVII del poble rural de Bertí, en el terme municipal de Sant Quirze Safaja, al Moianès.
Està situades en el sector central del terme de l'antic poble de Bertí, al costat de ponent de l'església parroquial de Sant Pere de Bertí i enganxada a Ca l'Escolà, en el vessant nord-est del Puig Descalç, a migdia de la masia de Bernils i al nord de la del Clascar. És a la dreta -ponent- de la capçalera del torrent de Bertí.
Al seu costat septentrional s'estenen els Camps de Cal Magre i a ponent seu s'obre el Sot de Querós. De Cal Magre surt cap al sud-oest el Camí de l'Ullar, que enllaça la masia de l'Ullar amb Cal Magre i amb Sant Pere de Bertí.
Al portal adovellat hi ha un escut amb el nom de Pau Carcs i la data de 1681.